# أنيتا أسانتي
أنيتا أسانتي (بالإنجليزية: Anita Asante) (27 أبريل 1985 بلندن في المملكة المتحدة - ) هي لاعبة كرة قدم بريطانية في مركز الدفاع، شاركت في الألعاب الأولمبية الصيفية 2012. وشاركت مع Great Britain women's Olympic football team ‏ ومنتخب إنجلترا لكرة القدم للسيدات. أما مع النوادي، فقد لعبت مع تشيلسي وسكاي بلو وشيكاغو رد ستارز ونادي أرسنال للسيدات ونادي أرسنال ونادي هكن للسيدات وشيكاغو رد ستارز وSaint Louis Athletica ‏ ونادي روسينجورد للسيدات وWashington Freedom (soccer) ‏ ونادي تشيلسي لكرة القدم للسيدات وMagicJack (WPS) ‏.

## وصلات خارجية
- أنيتا أسانتي على موقع الاتحاد الدولي (مؤرشف)  (الإنجليزية)
- أنيتا أسانتي على موقع الاتحاد الأوربي (الإنجليزية)
- أنيتا أسانتي على موقع اتحاد السويد (السويدية)
- أنيتا أسانتي على موقع قاعدة بيانات كرة القدم.إي يو (الإنجليزية)
- أنيتا أسانتي على موقع Soccerway.com (الإنجليزية)
- أنيتا أسانتي على موقع عالم كرة القدم.نت (الإنجليزية)
- أنيتا أسانتي على موقع اللجنة الأولمبية الدولية (الإنجليزية)
- أنيتا أسانتي على موقع أوليمبيديا (الإنجليزية)
- أنيتا أسانتي على موقع اللجنة الأولمبية البريطانية (الإنجليزية)